# Jeisyville, Illinois
Jeisyville, Illinois (енгл. Jeisyville) град је у америчкој савезној држави Илиноис.

## Демографија
По попису из 2010. године број становника је 107, што је 21 (-16,4%) становника мање него 2000. године.
| Група             | 2000.       | 2010.       |
| Белци             | 127 (99,2%) | 105 (98,1%) |
| Афроамериканци    | 1 (0,8%)    | 0 (0,0%)    |
| Азијати           | 0 (0,0%)    | 0 (0,0%)    |
| Хиспаноамериканци | 0 (0,0%)    | 0 (0,0%)    |
| Укупно            | 128         | 107         |